# Thaisa Storchi Bergmann

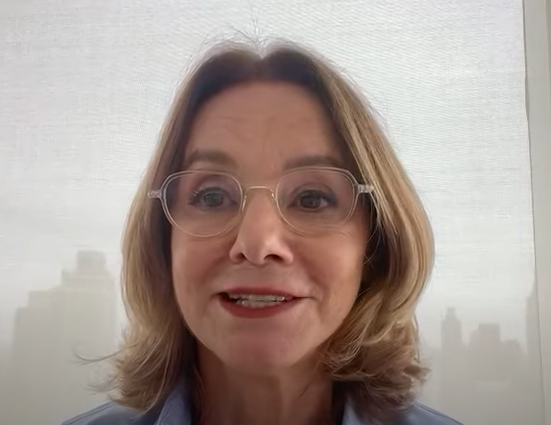
Thaisa Storchi Bergmann

Thaisa Storchi Bergmann (19 dicembre 1955) è un'astrofisica brasiliana che lavora all'Università federale del Rio Grande do Sul a Porto Alegre, in Brasile. Nel 2015 vinse l'Award for Women in Science per il suo lavoro sui buchi neri super massicci.

## Carriera
Nel 2004 Bergmann era fra gli scienziati brasiliani più citati. Nel 2005 redige "L'interazione tra i Buchi Neri, le Stelle e l'ISM nei Nuclei Galattici" che fa parte degli atti del 226º convegno dell'Unione Astronomica Internazionale.
Nel 2009 entra a far parte dell'Accademia Brasiliana delle Scienze.
La Professoressa Thaisa Storchi Bergmann lavorava come astrofisica all'Università Federale del Rio Grande do Sul quando nel 2015 ha ricevuto l'Award L'Oréal-UNESCO for Women in Science per le regioni latino-americane. Il premio cita il suo "eccezionale lavoro sui buchi neri super massicci nel centro delle galassie e le loro regioni associate di gas denso, polvere, e di giovani stelle che le circondano, così come il loro ruolo nell'evoluzione delle galassie."